# 韋利科耶湖 (維亞茲尼基區)
56°16′51″N 42°18′10″E / 56.28083°N 42.30278°E
韋利科耶湖（俄语：Великое озеро），是俄羅斯的湖泊，位於該國西南部弗拉基米爾州，由維亞茲尼基區負責管轄，長2.5公里、寬1.5公里，面積2.84平方公里，海拔高度76米，集水區面積102平方公里。